# 西野春雄
西野 春雄（にしの はるお、1943年-）は、日本の文学研究者。法政大学名誉教授。専門は能楽・中世文学。2021年瑞宝中綬章受章。

## 略歴
1943年、青森県八戸市に生まれる。法政大学文学部を卒業し、同大学院博士課程を単位取得満期退学する。法政大学文学部教授、野上記念法政大学能楽研究所所長を経て、名誉教授。復曲能「当願暮頭」「雪鬼」「実方」「松山天狗」「常陸帯」、新作能「草枕」「ジャンヌ・ダルク」の能本作成を担当した。 2021年瑞宝中綬章受章。

## 著作
- 『世阿弥　能の本を書く事、この道の命なり』（ミネルヴァ書房〈ミネルヴァ日本評伝選〉、2024）

### 共著
- 『岩波講座 能・狂言III 能の作者と作品』横道万里雄、羽田昶（岩波書店、1987)
- 『世阿弥　日本人のこころの言葉』伊海孝充（創元社、2013）

### 編・校訂
- 『能・狂言事典』（平凡社、1987、増補版1999、増訂2011）、羽田昶と編集委員
- 『上杉本乱曲集　能楽資料集成』（わんや書店、1993）
- 『謡曲百番　新日本古典文学大系57』（岩波書店、1998）
- 解説『能・狂言・風姿花伝　新潮古典文学アルバム』（新潮社、1992）
- 監修『能面の世界』（平凡社コロナ・ブックス、2012）

## 参考
- 『日本人のこころの言葉 世阿弥』
- 『能面の世界』